# Photograph (Ed Sheeran)
Photograph is een nummer van de Britse singer-songwriter Ed Sheeran. Het nummer verscheen op zijn tweede album x uit 2014. Op 11 mei 2015 werd het nummer uitgebracht als de vijfde en laatste single van het album.

## Achtergrond
Sheeran schreef Photograph met Snow Patrol-lid Johnny McDaid, die een pianoloop bij zich had waaruit het nummer ontstond. Na een aantal maanden op te hebben genomen met verschillende producers, besloot Sheeran dat Jeff Bhasker met de uiteindelijke versie mocht helpen. Het nummer bestaat voornamelijk uit een akoestische gitaar, een piano en geprogrammeerde drums. Het nummer beschrijft een langeafstandsrelatie met zijn ex-vriendin Nina Nesbitt, veroorzaakt doordat hij lange tijd niet bij haar kon zijn vanwege een tournee.
Het nummer werd een wereldwijde top 10-hit, waarbij het de eerste positie behaalde in Luxemburg, Slovenië en Slowakije. In het Verenigd Koninkrijk behaalde het de vijftiende plaats, terwijl in de Verenigde Staten de tiende plaats werd bereikt; dit was na Don't en Thinking Out Loud de derde single van het album die de top 10 behaalde in dit land. In Nederland bleef het nummer enigszins achter met een 33e plaats in de Top 40.
Twee dagen voor de singlerelease, op 9 mei 2015, verscheen de videoclip van het nummer. Deze video is een montage van homevideo's uit Sheeran's tijd als baby, kind en volwassene. Hierin wordt inzicht getoond in zijn vroege leven, zoals zijn neigingen om muziekinstrumenten te bespelen en zijn liefde voor LEGO. In 2016 werd deze clip genomineerd in de categorie "Best Video" op de Brit Awards.
Op 9 juni 2016 werd bekend dat Sheeran voor de rechter werd gesleept door liedjesschrijvers Martin Harrington en Thomas Leonard, die in 2011 Matt Cardle's single Amazing schreven. Zij eisten 20 miljoen dollar omdat het nummer noot voor noot zou zijn overgenomen van Amazing. In april 2017 werd deze zaak geschikt, zonder erkenning van schuld.

## Hitnoteringen

### Nederlandse Top 40
| Hitnotering: 27-06-2015 t/m 15-08-2015 | Hitnotering: 27-06-2015 t/m 15-08-2015 | Hitnotering: 27-06-2015 t/m 15-08-2015 | Hitnotering: 27-06-2015 t/m 15-08-2015 | Hitnotering: 27-06-2015 t/m 15-08-2015 | Hitnotering: 27-06-2015 t/m 15-08-2015 | Hitnotering: 27-06-2015 t/m 15-08-2015 | Hitnotering: 27-06-2015 t/m 15-08-2015 | Hitnotering: 27-06-2015 t/m 15-08-2015 | Hitnotering: 27-06-2015 t/m 15-08-2015 |
| Week                                   | 1                                      | 2                                      | 3                                      | 4                                      | 5                                      | 6                                      | 7                                      | 8                                      |                                        |
| -------------------------------------- | -------------------------------------- | -------------------------------------- | -------------------------------------- | -------------------------------------- | -------------------------------------- | -------------------------------------- | -------------------------------------- | -------------------------------------- | -------------------------------------- |
| Nummer                                 | 36                                     | 33                                     | 36                                     | 36                                     | 33                                     | 35                                     | 37                                     | 38                                     | uit                                    |

### Single Top 100
| Hitnotering week 1: 29-11-2014 Hitnotering week 2 t/m 3: 10-01-2015 t/m 17-01-2015 Hitnotering week 4 t/m 47: 06-06-2015 t/m 02-04-2016 Hitnotering week 48 t/m 49: 14-01-2017 t/m 21-01-2017 Hitnotering week 50: 04-03-2017 | Hitnotering week 1: 29-11-2014 Hitnotering week 2 t/m 3: 10-01-2015 t/m 17-01-2015 Hitnotering week 4 t/m 47: 06-06-2015 t/m 02-04-2016 Hitnotering week 48 t/m 49: 14-01-2017 t/m 21-01-2017 Hitnotering week 50: 04-03-2017 | Hitnotering week 1: 29-11-2014 Hitnotering week 2 t/m 3: 10-01-2015 t/m 17-01-2015 Hitnotering week 4 t/m 47: 06-06-2015 t/m 02-04-2016 Hitnotering week 48 t/m 49: 14-01-2017 t/m 21-01-2017 Hitnotering week 50: 04-03-2017 | Hitnotering week 1: 29-11-2014 Hitnotering week 2 t/m 3: 10-01-2015 t/m 17-01-2015 Hitnotering week 4 t/m 47: 06-06-2015 t/m 02-04-2016 Hitnotering week 48 t/m 49: 14-01-2017 t/m 21-01-2017 Hitnotering week 50: 04-03-2017 | Hitnotering week 1: 29-11-2014 Hitnotering week 2 t/m 3: 10-01-2015 t/m 17-01-2015 Hitnotering week 4 t/m 47: 06-06-2015 t/m 02-04-2016 Hitnotering week 48 t/m 49: 14-01-2017 t/m 21-01-2017 Hitnotering week 50: 04-03-2017 | Hitnotering week 1: 29-11-2014 Hitnotering week 2 t/m 3: 10-01-2015 t/m 17-01-2015 Hitnotering week 4 t/m 47: 06-06-2015 t/m 02-04-2016 Hitnotering week 48 t/m 49: 14-01-2017 t/m 21-01-2017 Hitnotering week 50: 04-03-2017 | Hitnotering week 1: 29-11-2014 Hitnotering week 2 t/m 3: 10-01-2015 t/m 17-01-2015 Hitnotering week 4 t/m 47: 06-06-2015 t/m 02-04-2016 Hitnotering week 48 t/m 49: 14-01-2017 t/m 21-01-2017 Hitnotering week 50: 04-03-2017 | Hitnotering week 1: 29-11-2014 Hitnotering week 2 t/m 3: 10-01-2015 t/m 17-01-2015 Hitnotering week 4 t/m 47: 06-06-2015 t/m 02-04-2016 Hitnotering week 48 t/m 49: 14-01-2017 t/m 21-01-2017 Hitnotering week 50: 04-03-2017 | Hitnotering week 1: 29-11-2014 Hitnotering week 2 t/m 3: 10-01-2015 t/m 17-01-2015 Hitnotering week 4 t/m 47: 06-06-2015 t/m 02-04-2016 Hitnotering week 48 t/m 49: 14-01-2017 t/m 21-01-2017 Hitnotering week 50: 04-03-2017 | Hitnotering week 1: 29-11-2014 Hitnotering week 2 t/m 3: 10-01-2015 t/m 17-01-2015 Hitnotering week 4 t/m 47: 06-06-2015 t/m 02-04-2016 Hitnotering week 48 t/m 49: 14-01-2017 t/m 21-01-2017 Hitnotering week 50: 04-03-2017 | Hitnotering week 1: 29-11-2014 Hitnotering week 2 t/m 3: 10-01-2015 t/m 17-01-2015 Hitnotering week 4 t/m 47: 06-06-2015 t/m 02-04-2016 Hitnotering week 48 t/m 49: 14-01-2017 t/m 21-01-2017 Hitnotering week 50: 04-03-2017 | Hitnotering week 1: 29-11-2014 Hitnotering week 2 t/m 3: 10-01-2015 t/m 17-01-2015 Hitnotering week 4 t/m 47: 06-06-2015 t/m 02-04-2016 Hitnotering week 48 t/m 49: 14-01-2017 t/m 21-01-2017 Hitnotering week 50: 04-03-2017 | Hitnotering week 1: 29-11-2014 Hitnotering week 2 t/m 3: 10-01-2015 t/m 17-01-2015 Hitnotering week 4 t/m 47: 06-06-2015 t/m 02-04-2016 Hitnotering week 48 t/m 49: 14-01-2017 t/m 21-01-2017 Hitnotering week 50: 04-03-2017 | Hitnotering week 1: 29-11-2014 Hitnotering week 2 t/m 3: 10-01-2015 t/m 17-01-2015 Hitnotering week 4 t/m 47: 06-06-2015 t/m 02-04-2016 Hitnotering week 48 t/m 49: 14-01-2017 t/m 21-01-2017 Hitnotering week 50: 04-03-2017 | Hitnotering week 1: 29-11-2014 Hitnotering week 2 t/m 3: 10-01-2015 t/m 17-01-2015 Hitnotering week 4 t/m 47: 06-06-2015 t/m 02-04-2016 Hitnotering week 48 t/m 49: 14-01-2017 t/m 21-01-2017 Hitnotering week 50: 04-03-2017 | Hitnotering week 1: 29-11-2014 Hitnotering week 2 t/m 3: 10-01-2015 t/m 17-01-2015 Hitnotering week 4 t/m 47: 06-06-2015 t/m 02-04-2016 Hitnotering week 48 t/m 49: 14-01-2017 t/m 21-01-2017 Hitnotering week 50: 04-03-2017 | Hitnotering week 1: 29-11-2014 Hitnotering week 2 t/m 3: 10-01-2015 t/m 17-01-2015 Hitnotering week 4 t/m 47: 06-06-2015 t/m 02-04-2016 Hitnotering week 48 t/m 49: 14-01-2017 t/m 21-01-2017 Hitnotering week 50: 04-03-2017 | Hitnotering week 1: 29-11-2014 Hitnotering week 2 t/m 3: 10-01-2015 t/m 17-01-2015 Hitnotering week 4 t/m 47: 06-06-2015 t/m 02-04-2016 Hitnotering week 48 t/m 49: 14-01-2017 t/m 21-01-2017 Hitnotering week 50: 04-03-2017 | Hitnotering week 1: 29-11-2014 Hitnotering week 2 t/m 3: 10-01-2015 t/m 17-01-2015 Hitnotering week 4 t/m 47: 06-06-2015 t/m 02-04-2016 Hitnotering week 48 t/m 49: 14-01-2017 t/m 21-01-2017 Hitnotering week 50: 04-03-2017 | Hitnotering week 1: 29-11-2014 Hitnotering week 2 t/m 3: 10-01-2015 t/m 17-01-2015 Hitnotering week 4 t/m 47: 06-06-2015 t/m 02-04-2016 Hitnotering week 48 t/m 49: 14-01-2017 t/m 21-01-2017 Hitnotering week 50: 04-03-2017 |
| Week | 1 | | 2 | 3 | | 4 | 5 | 6 | 7 | 8 | 9 | 10 | 11 | 12 | 13 | 14 | 15 | 16 | 17 |
| --- | --- | --- | --- | --- | --- | --- | --- | --- | --- | --- | --- | --- | --- | --- | --- | --- | --- | --- | --- |
| Positie | 94 | uit | 95 | 94 | uit | 97 | 94 | 82 | 63 | 56 | 53 | 50 | 45 | 42 | 45 | 44 | 39 | 35 | 38 |
| Week | 18 | 19 | 20 | 21 | 22 | 23 | 24 | 25 | 26 | 27 | 28 | 29 | 30 | 31 | 32 | 33 | 34 | 35 | 36 |
| Positie | 38 | 37 | 38 | 39 | 36 | 35 | 33 | 30 | 30 | 31 | 40 | 38 | 34 | 45 | 46 | 52 | 75 | 42 | 49 |
| Week | 37 | 38 | 39 | 40 | 41 | 42 | 43 | 44 | 45 | 46 | 47 | | 48 | 49 | | 50 | | | |
| Positie | 56 | 60 | 63 | 67 | 74 | 77 | 76 | 83 | 83 | 82 | 90 | uit | 63 | 85 | uit | 92 | uit | | |

### NPO Radio 2 Top 2000
| Nummer met noteringen in de NPO Radio 2 Top 2000 | '15 | '16 | '17 | '18 | '19 | '20 | '21 | '22 | '23  | '24  |
| ------------------------------------------------ | --- | --- | --- | --- | --- | --- | --- | --- | ---- | ---- |
| Photograph                                       | 930 | 497 | 430 | 590 | 832 | 991 | 909 | 969 | 1045 | 1327 |

1. ↑  Een vetgedrukt getal geeft de hoogste notering aan.
2. ↑  2015 was het eerste jaar met een notering voor dit nummer.